# Victoria, Bắc Samar

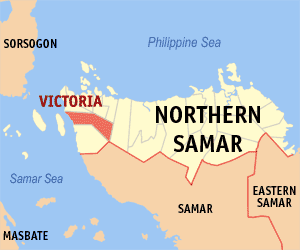
Bản đồ Northern Samar với vị trí của Victoria

Victoria là một đô thị hạng 5 ở tỉnh Bắc Samar, Philippines. Theo điều tra dân số năm 2000, đô thị này có dân số 11.632 người trong 2.354 hộ.

## Barangay
Victoria được chia thành 16 barangay.
| - Acedillo - Buenasuerte - Buenos Aires - Colab-og - Erenas - Libertad - Luisita - Lungib | - Maxvilla - Pasabuena - Zone I (Pob.) - Zone II (Pob.) - Zone III (Pob.) - San Lazaro - San Miguel - San Roman - Mã địa lý chuẩn Philipin Lưu trữ ngày 13 tháng 4 năm 2012 tại Wayback Machine - Thông tin điều tra dân số năm 2000 của Philipin Lưu trữ ngày 23 tháng 9 năm 2005 tại Wayback Machine Bản mẫu:Northern Samar |
| Hình tượng sơ khai                                                                        | Bài viết liên quan Philippines này vẫn còn sơ khai. Bạn có thể giúp Wikipedia mở rộng nội dung để bài được hoàn chỉnh hơn. |